# Argó
L'argó és l'element químic de símbol Ar i nombre atòmic 18. Forma part del grup 18 de la taula periòdica i és un gas noble. És el tercer dels gasos nobles, incolor i inert com els altres, constitueix entorn de l'1 % de l'aire. S'empra en làsers, en datació de roques, en llums fluorescents i per omplir buits de vidres dobles.

## Història
El científic anglès Henry Cavendish (1731–1810) exposà el 1785 una mostra de nitrogen a repetides descàrregues elèctriques en presència d'oxigen per a formar òxid de nitrogen. Inesperadament, observà que al voltant de l'1 % del gas original no reaccionava, i constatà que no tot l'«aire flogisticat» (aire sense oxigen) era nitrogen.

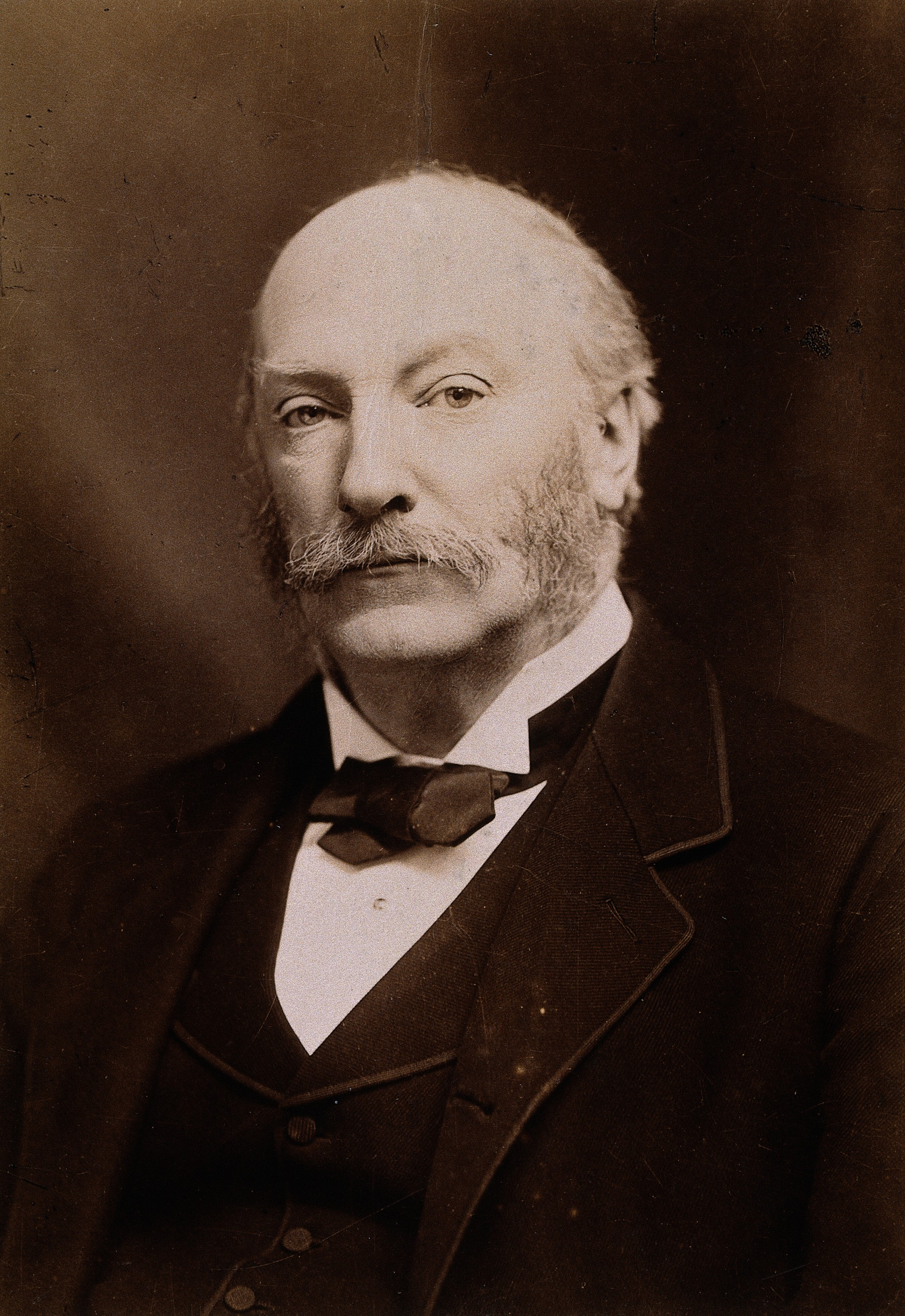
John William Strutt, Lord Rayleigh.

El 1892 John William Strutt (1842–1919), 3r Baró Rayleigh, descobrí que el nitrogen atmosfèric tenia una major densitat que el nitrogen pur obtingut amb mètodes químics (reacció del monòxid de nitrogen amb ferro calent, reacció del monòxid de dinitrogen amb ferro calent o electrificat, descomposició del nitrit d'amoni). Rayleigh i William Ramsay (1852–1916) demostraren que la diferència es devia a la presència d'un segon gas poc reactiu més pesant que el nitrogen eliminant el nitrogen fent-lo reaccionar amb magnesi que dona nitrur de magnesi. Anunciaren el descobriment de l'argó el 1894, anunci que fou acollit amb força escepticisme per la comunitat científica.
Rayleigh i Ramsay feren un anunci preliminar oral del seu descobriment d'un «nou gas constituent» a l'aire atmosfèric a la reunió d'Oxford de la British Association l'agost de 1894. Presentaren el seu descobriment per al premi Hodgkins de l'Smithsonian Institution de 1894, que guanyaren (una de les condicions era que el treball no hagués estat publicat). Finalment, presentaren els seus resultats a la Royal Society a principis de 1895. El 1904 Rayleigh rebé el Premi Nobel de Física per les seues investigacions sobre la densitat dels gasos més importants i el descobriment de l'existència de l'argó.
El nom «argó» deriva de la paraula grega ἀργόν, forma neutra singular de ἀργός que significa 'mandrós' o 'inactiu', com a referència al fet que l'element no experimenta gairebé cap reacció química.

## Abundància i obtenció

Composició de l'atmosfera terrestre.

En abundància còsmica, l'argó ocupa aproximadament el 12è lloc entre els elements químics. És present al vent solar. A la Terra l'argó constitueix l'1,288 % de l'atmosfera terrestre en massa i el 0,934 % en volum i es troba ocluït a les roques.
La Lluna té una atmosfera molt fina i tènue, anomenada exosfera. No és transpirable. A la freda nit lunar, l'exosfera cau a terra. Els elements de l'atmosfera lunar inclouen heli, argó, sodi i potassi. En termes de massa, un principal component de l'atmosfera de la Lluna és l'argó 40, originat per la desintegració radioactiva del potassi 40 lunar, i un poc d'argó 36 comú en la composició primordial del sistema solar (l'argó solar és un 86 % d'argó 36 enfront del 0,3 % a la Terra, la resta argó 40).

Composició de l'atmosfera de Mart (escala logarítmica).

L'atmosfera de Mart conté un 1,93 % d'argó 40, essent el segon constituent de l'atmosfera marciana després del diòxid de carboni (96 %). També hi és present l'isòtop argó 36, amb una relació Ar-40/Ar-36 = 1 900.
La sonda Galileu analitzà directament l’atmosfera de Júpiter i trobà que el carboni, el nitrogen, el sofre, l’argó, el criptó i el xenó s'enriqueixen per factors de 2 a 4 en comparació amb el Sol. L'atmosfera de Tità, satèl·lit de Saturn i l'única lluna dels sistema solar amb atmosfera, també conté un 0,0043 % d'argó. Unes fraccions molars de 2,8 × 10–7 d'Ar-36 i 4,3 × 10–5 d'Ar-40.
L'argó s'obté per mitjà de la destil·lació fraccionada de l'aire liquat i posterior eliminació de l'oxigen residual amb hidrogen.

## Característiques principals

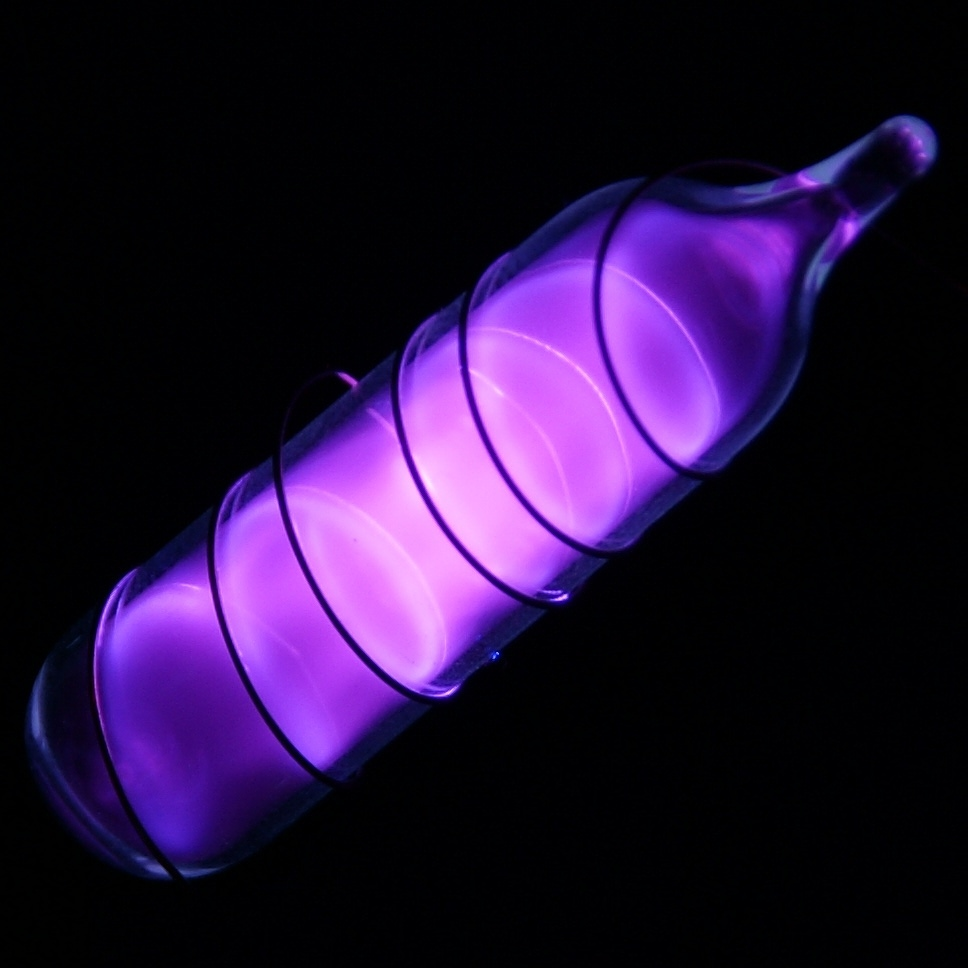
Emissió de llum de l'argó en un tub de descàrrega.

L'argó es condensa en un líquid incolor a –185,8 °C (punt d'ebullició) i en un sòlid cristal·lí a –189,4 °C (punt de fusió). El gas no es pot liquar per pressió per sobre d'una temperatura de –122,3 °C, i en aquest punt cal una pressió d'almenys 48 atmosferes per fer-lo liquat. A 12 °C, 3,94 volums de gas argó es dissolen en 100 volums d'aigua. Una descàrrega elèctrica a través d'argó a baixa pressió apareix de color vermell pàl·lid i a alta pressió, blau acer. La seva temperatura de triple punt de 83,8058 kelvin és un punt fix que defineix l'escala de temperatura internacional del 1990.
La capa de valència de l'argó té vuit electrons (configuració electrònica [Ne] 3s2 3p6), la qual cosa la fa molt estable i, per tant, químicament inert. Els àtoms d'argó no es combinen entre si; ni s'ha observat que es combinen químicament amb àtoms de cap altre element. Els àtoms d'argó han quedat atrapats mecànicament en cavitats semblants a gàbies entre molècules d'altres substàncies, com en cristalls de gel o el compost orgànic hidroquinona (anomenat clatrats d'argó).

## Isòtops
Els principals isòtops d'argó presents a la Terra són Ar-40 (99,6 %), Ar-36 i Ar-38. L'isòtop K-40, amb una període de semidesintegració d'1,205 × 10⁹ anys, es desintegra un 11,2 % a Ar-40 estable per mitjà de captura electrònica i desintegració β+ (emissió d'un positró), i el 88,8 % restant a Ca-40 per mitjà de desintegració β- (emissió d'un electró). Aquests ràtios de desintegració permeten determinar l'edat de roques.
En l'atmosfera terrestre, l'Ar-39 es genera per bombardeig de rajos còsmics principalment a partir de l'Ar-40. En entorns subterranis no exposats es produeix per captura neutrònica del K-39 i desintegració α del calci.
L'Ar-37, amb una vida mitjana de 35 dies, és producte del decaïment del Ca-40, resultat d'explosions nuclears subterrànies.

## Aplicacions

### Datació potassi-argó
La datació per potassi-argó té l'avantatge que l'argó és un gas inert que no reacciona químicament, i no s'espera que formi part en la solidificació d'una roca, per la qual cosa qualsevol presència trobada dins d'una roca és probablement el resultat de la desintegració radioactiva del potassi. Com que l'argó s'escapa si la roca es fon, les dades obtingudes corresponen a les de l'última vegada que la roca va ser fosa. Com que el potassi és un constituent de molts minerals comuns i apareix com una petita fracció de potassi-40 radioactiu, això troba una àmplia aplicació en la datació de jaciments minerals.
El Sol és una estrella típica de poca massa i basant-nos en la seva massa i lluminositat, hom pot estimar la seva vida útil entre 10 i 12 mil milions d'anys. També és possible utilitzar la datació radioactiva per estimar l'edat real del sistema solar. El potassi 40 es desintegra a argó 40, per desintegració β en el 89,1 % dels casos i per captura electrònica d'un electró de les capes més internes en el 10,9 % dels casos, amb un període de semidesintegració de 1 250 milions d'anys en ambdós processos. L'equació del darrer cas és la que s'empra i és:
{\displaystyle {\ce {^40_19K + ^0_{-1}e -> ^40_18Ar}}}
Quan es formà el sistema solar, l'argó 40 no s'incorporà als cossos sòlids que es van formar en aquell moment per ser gasós. Per tant, tot l'argó 40 que hom troba avui ha de provenir de la desintegració radioactiva del potassi 40. Després de 1 250 milions d'anys, hi hauria d'haver quantitats iguals d'argó 40 i potassi 40. Avui en dia, hi ha 11,5 àtoms d'argó 40 per cada àtom de potassi 40, la qual cosa ens indica, amb una precisió notable, que el sistema solar té 4 560 milions d'anys. Tenint en compte que el Sol té una vida útil de 10–12 mil milions d'anys, això suggereix que estem a la meitat de la vida del Sol.

### Geocronologia del40Ar/39Ar
La datació amb l'argó 39 i l'argó 40 es basa en el fet que el potassi 39 pot ser bombardejat amb neutrons i produir una quantitat d'argó 39 que és proporcional al contingut de potassi de la mostra. La reacció és:
{\displaystyle {\ce {^39_19K + ^1_0n -> ^39_18Ar + ^1_1p}}}
Mitjançant la comparació de la població d'àtoms d'argó 39 i argó 40 en una mostra simple, es pot calcular la proporció argó 40/potassi 39 i, per tant, l'edat de la mostra. El procés de datació convencional del potassi-argó és difícil tècnicament i normalment es duu a terme analitzant el potassi en una part de la mostra i mesurant l'argó 40 en una altra. El procés argó 40/argó 39 es pot fer a la mateixa petita peça de mostra, analitzant ambdós gasos en un espectròmetre de massa.

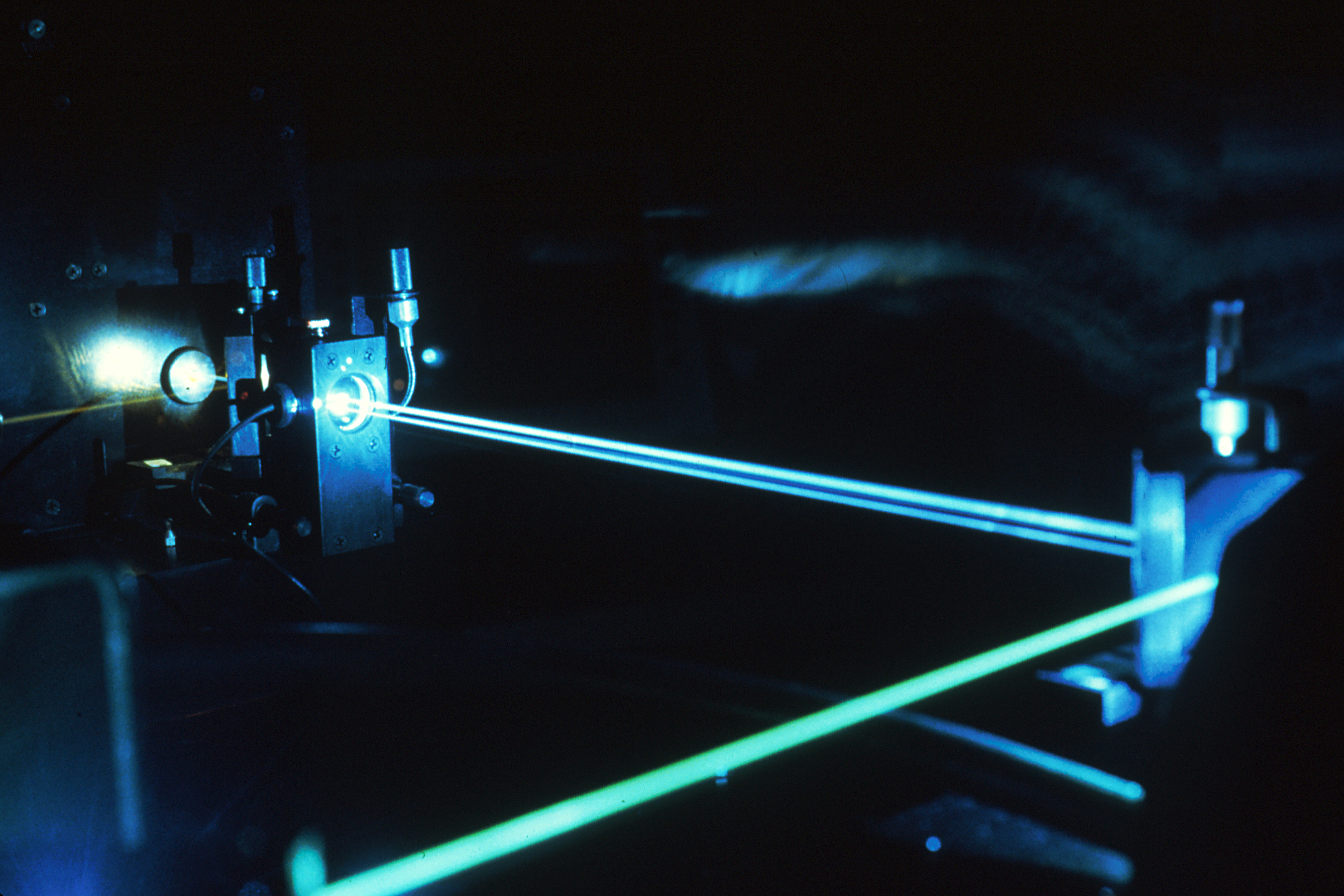
Làser d'argó.

### Làser d'argó

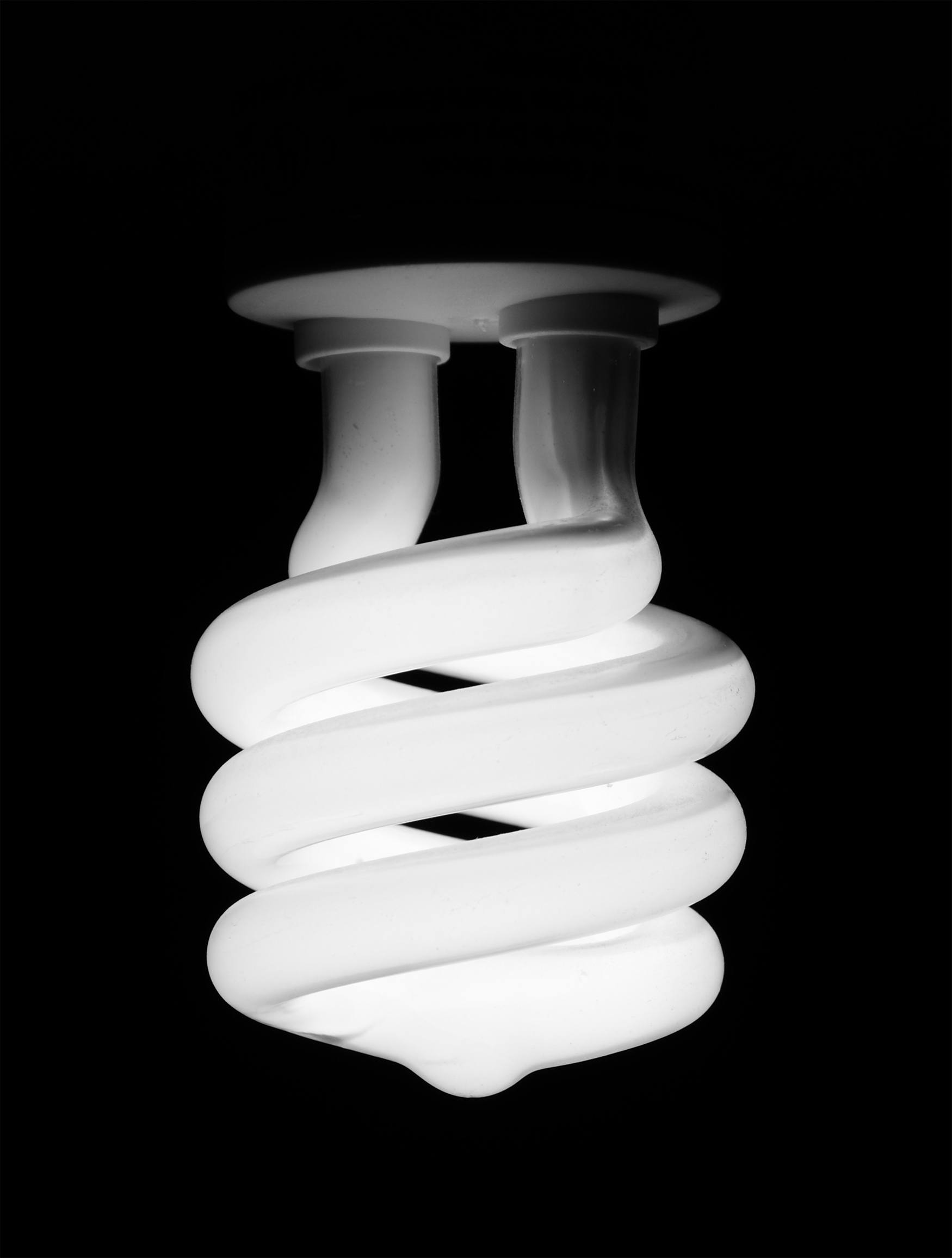
Bombeta de baix consum.

El làser d'argó és un làser d'ions. La seva longitud d'ona es troba en el rang visible de la llum (488 nm blau o 514,5 nm llum verda) i la seva capacitat és de fins a 30 W. Gairebé tota la seva potència es converteix en calor, per això és necessària una refrigeració adequada per aigua. Inicialment a la dècada de 1960 el làser d'argó s'introduí en ginecologia, dermatologia, ORL i oftalmologia. En odontologia, és útil per al diagnòstic de càries; redueix el temps de polimerització en la teràpia amb obturacions composites híbrides o micro-farades i també es pot utilitzar en cirurgia per a l'eliminació de lesions vasculars. L'elevada absorció de la llum làser d'argó de l'hemoglobina, l'hemosider i la melanina permet tant intraoral com extraoral, una hemostàsia sense complicacions dels teixits fortament vasculars i l'eliminació de lesions pigmentades. Es poden coagular vasos de fins a un diàmetre d'1 mm. La profunditat de penetració òptica del làser d'argó està limitada a uns 1 mm. La refrigeració superficial per aigua permet duplicar la profunditat d'impacte tèrmica en uns 2 mm. El dany tèrmic a la pell es pot minimitzar mitjançant l'ús de solució salina i pressionant amb una espàtula de vidre.

### Altres
L'argó s'utilitza sovint quan es necessita una atmosfera inerta. S'utilitza d'aquesta manera per a la producció de titani i altres elements reactius. També és utilitzat pels soldadors per protegir la zona de soldadura i en bombetes incandescents per evitar que l'oxigen corroeixi el filament. S'empra en llums fluorescents i bombetes de baix consum. Una bombeta de baix consum conté sovint gas argó i mercuri. Quan s'encén una descàrrega elèctrica travessa el gas, generant llum UV. El recobriment de la superfície interior de la bombeta s'activa per la llum UV i brilla amb força. Les finestres de doble vidre utilitzen argó per omplir l'espai entre els panells. Els pneumàtics dels cotxes de luxe poden contenir argó per protegir el cautxú i reduir el soroll de la carretera.